# غابي نيلسون
غابي نيلسون (بالإنجليزية: Gabe Nelson)‏ هو مغن مؤلف ومغني وموسيقي أمريكي، ولد في 2 مارس 1967 في ساكرامنتو في الولايات المتحدة.